# Підмаренник справжній
{{#ifeq:0|0|{{#if:|{{#if:Galiumverum|[[]}}|}}}}

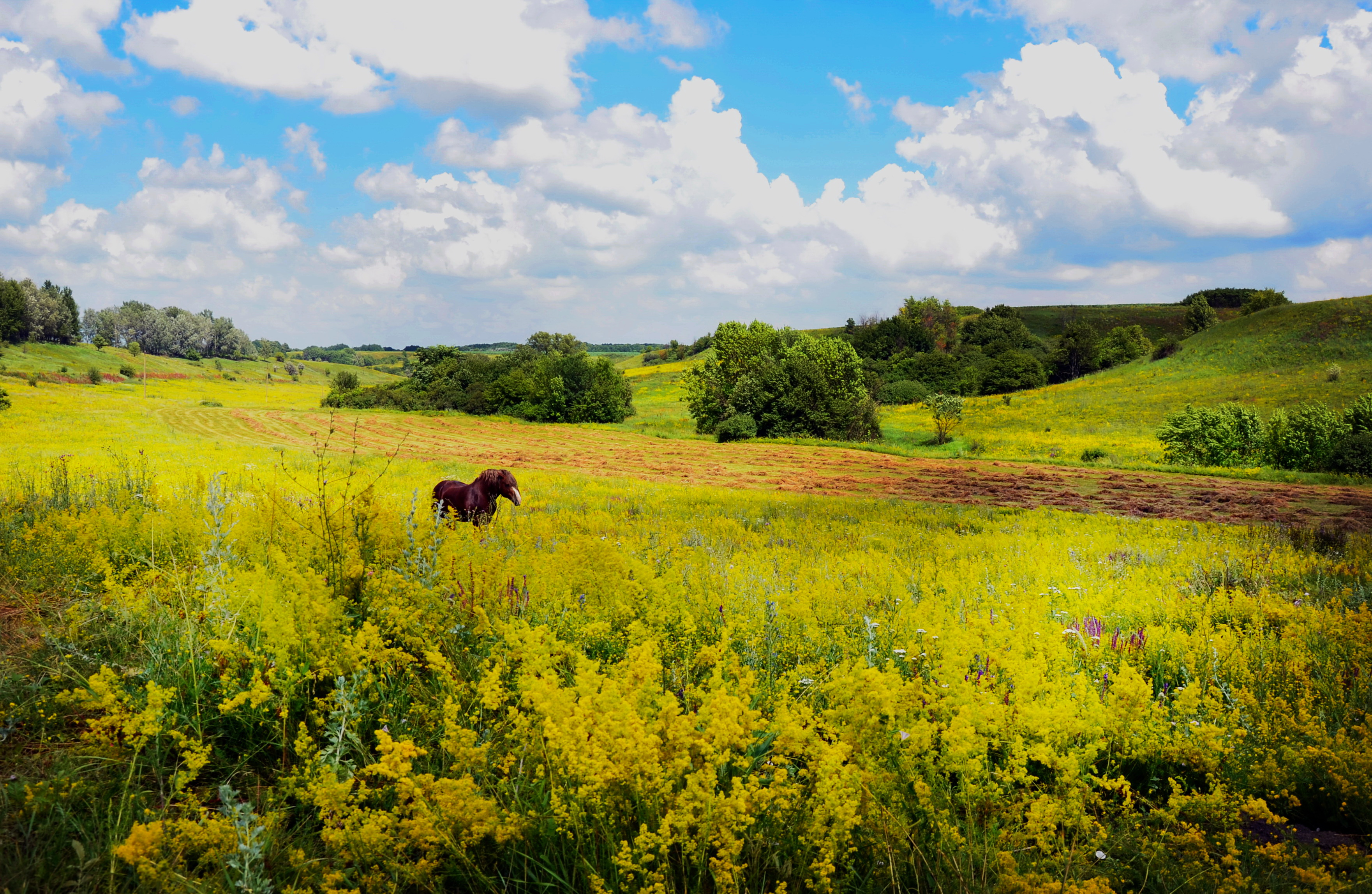
Підмареник на Полтавщині

Підмаренник справжній (Galium verum) — багаторічна трав'яниста рослина з роду підмаренник родини маренових. Інші назви: «іванчик», «ботожки», «грудник», «гусятник», «жовта кашка», «медова марена», «сироваткова трава», «червішник».

## Опис
Завдовжки до 80 см, максимально — 125 см. Має гіллясте кореневище і пряме, слабке, коротко запушене стебло, яке, стикаючись із землею часто вкорінюється. Листя вузьколінійні, загострені (1-3 см завдовжки і 2 мм завширшки), блискучі, темно-зелені зверху і оксамитові, запушені, сіруваті знизу, об'єднані по 8-12 штук в мутовку. Квітки підмаренника справжнього дрібні (2-3 мм), яскраво-жовті, правильні, об'єднані у звужене волотисте суцвіття, мають неймовірно солодкий медовий запах. Плоди дозрівають у вигляді невеликих горішків, бурого кольору.
Містить стероїдні сапоніни, ірідоїдні глікозиди, глікозид асперулозід, аскорбінову кислоту і каротин (вітамін С і вітамін А), каротиноїди, флавоноїди, дубильні і фарбувальні речовини, кумарини і антрахінони. Рослина багата різними кислотами, серед яких лимонна, еллагова і галова кислота, а також фенолкарбонові кислоти. В ньому багато мікроелементів, а саме залізо, мідь, марганець, молібден, ванадій, цинк, нікель, хром, талій, титан. Фермент реннін міститься лише в листю і квітках рослини.

## Екологія
Є невибагливою, чіпкою рослиною, підводиться над землею лише за допомогою сусідньої прямостоячої трави. Якщо поруч з ним не опиниться інших рослин, він вистилає землю лише трохи піднімаючи над нею. Добре почуває в полях, луках, на межах і уздовж доріг, воліє поживні ґрунти. Цвітіння триває з другої половини червня до вересня. З серпня по вересень рослина плодоносить.

## Використання
Лікувальними властивостями володіє уся рослина, включно з корінням, але зазвичай заготовляють траву. Її зрізають у період цвітіння, залишаючи недоторканими стебла. Сировину сушать в провітрюваних приміщеннях або розклавши в затемненому місці на легкому вітерці. Іноді зі свіжої трави вичавлюють сік і розбавляють його для подальшого зберігання спиртом. Кореневища підмаренника справжнього заготовляють протягом усього літнього сезону. Трава відрізняється терпким, гірким смаком.
Вченими виявлено протизапальну і жовчогінну дію трави, вона також здатна нормалізувати вміст глюкози в сироватці крові. Водний екстракт володіє антифібринолітиками і протизгортаючою дією, а сухий екстракт — спазмолітичною активністю. Доведено, що настоянка трави гальмує зростання лімфосаркоми Плісе на 82 %, а також зменшує вираженість лейкоцитозу у тварин.
Крім того, знаходить широке застосування в народній медицині. Свіжу траву застосовують зовнішньо як кровоспинний і ранозагоювальний засіб. Такі примочки ефективні при наривах, висипу, шкірних захворюваннях. Розтерта з жиром, вершковим маслом, трава підмаренника справжнього перетворюється в мазь, яка використовується під час різних наривах, виразках, опіках і золотусі. При гастриті, геморої, кровотечах з носа, рясних менструаціях, діареї, ендометриті застосовують настій трави підмаренника або свіжий сік рослини. При неврастенії, істерії використовують настої і відвари трави як заспокійливий засіб. При імпотенції свіжий сік п'ють 2-3 рази на день по 2-3 столові ложки, змішуючи його з водою.
Разом з тим ця рослина має протипоказання: індивідуальна непереносимість і вагітність. Через сечогінний ефект слід з обережністю застосовуватися хворими на діабет. Звичайний підмаренник слабо отруйна рослина, тому його не дають вживати дітям та вагітним і годувальницям.

## Поширення

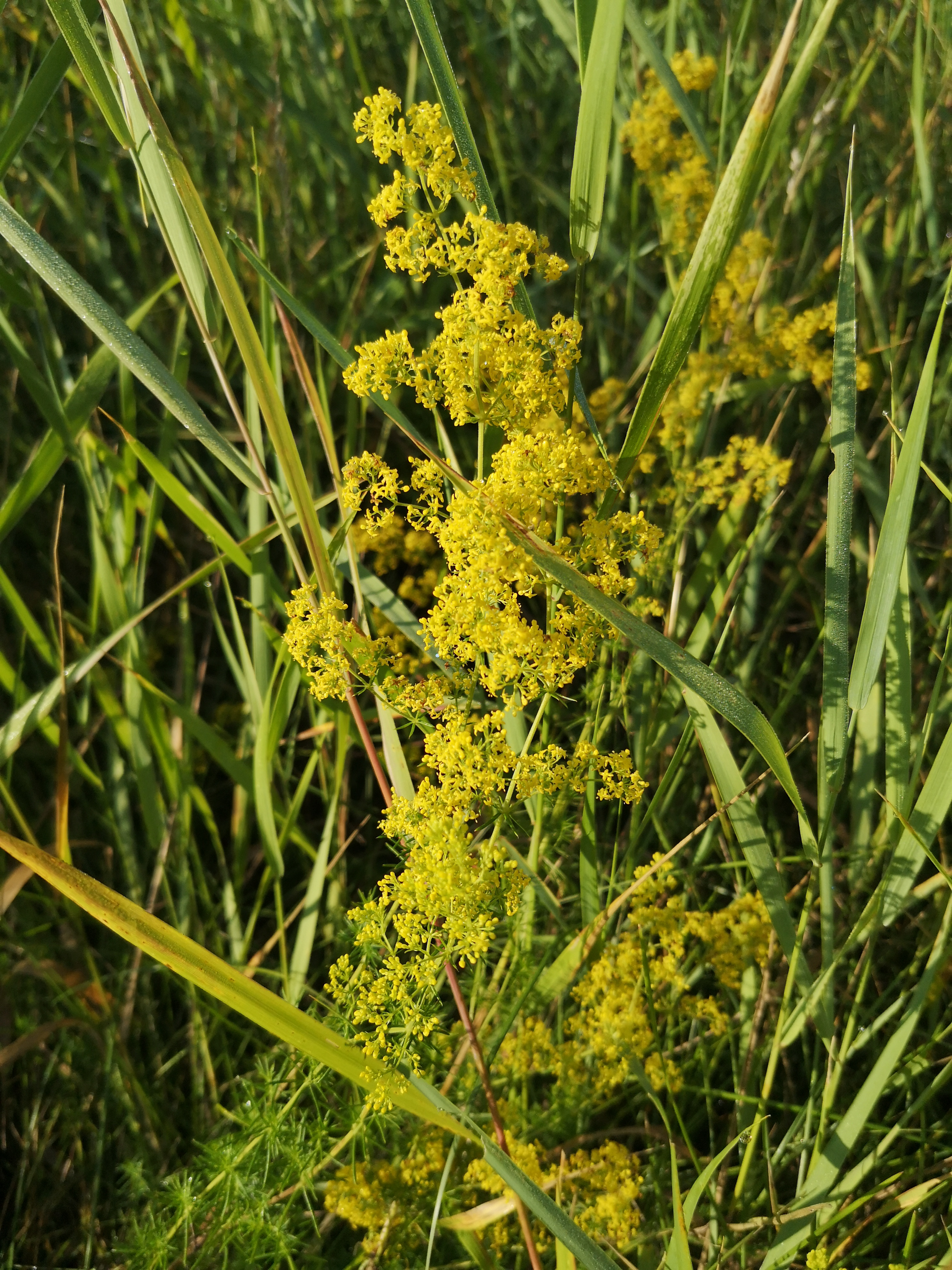
Підмаренник справжній під час цвітіння

Розповсюджено в Європі і Північній Африці, зустрічається в Азії: від Японії до Камчатки і від Палестини до Туреччини та західного Ірану. Натуралізовано в Новій Зеландії, Австралії (на о. Тасманія), на півночі США, в Канаді.

## Підвиди
- Galium verum asiaticum (Nakai) T.Yamaz — Далекий Схід
- Galium verum glabrescens Ehrend. — Туреччина, Сирія, Ірак, Іран
- Galium verum verum — майже по всьому ареалу
- Galium verum wirtgenii (F.W.Schultz) Oborny — центральна та східна Європа, Західний Сибір (російська Федерація).